# اجتماع دو گراف
دو یا چند گراف را می‌توان به روش‌های مختلف با هم ترکیب کرد گراف جدیدی که شامل تمامی رئوس و یال‌های این گراف باشد اجتماع این گراف‌ها نامیده می‌شود.

## مثال
برای مثال اجتماع دو گراف ساده ی {\displaystyle G_{1}(V_{1},E_{1})}و {\displaystyle G_{2}(V_{2},E_{2})} گراف ساده‌ای است با مجموع رئوس  {\displaystyle V_{1}\cup V_{2}} و مجموع یال‌های  {\displaystyle E_{1}\cup E_{2}} اجتماع {\displaystyle G_{1}} و {\displaystyle G_{2}} به صورت  {\displaystyle G_{1}\cup G_{2}}  نمایش داده می‌شود.
در گراف زیر مجموع گراف رئوس  {\displaystyle G_{1}\cup G_{2}} اجتماع دو مجموعه رئوس {\displaystyle {\big \{}a,b,c,d,e,f{\big \}}}  است.
مجموع یال‌های گراف اجتماع، اجتماع دو مجموعه یال است.

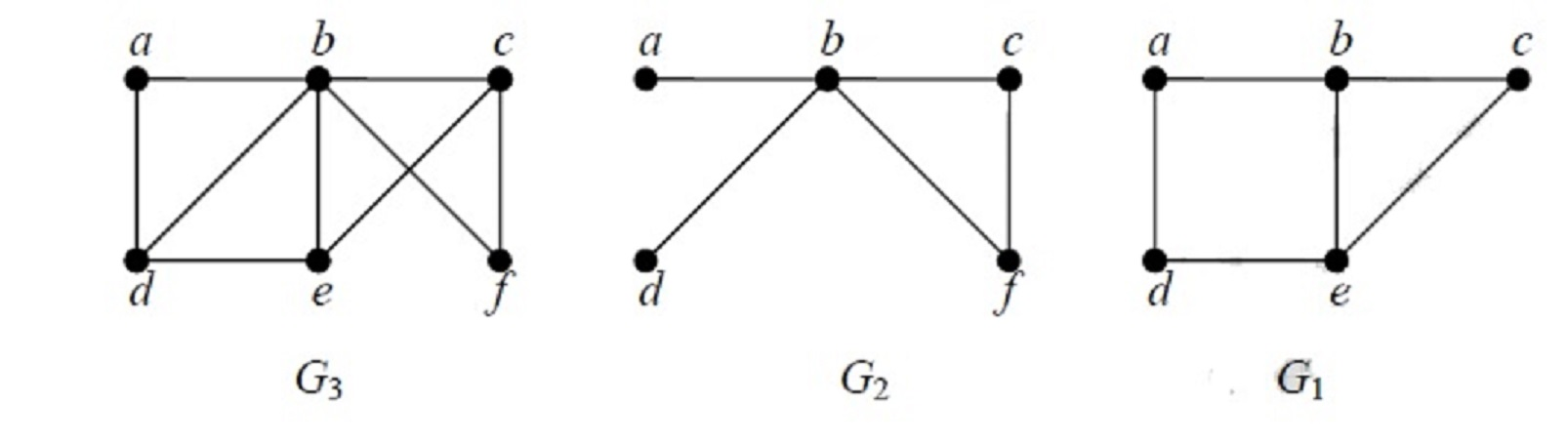
consensus of tow graph